# Informatyczny System Osłony Kraju
Informatyczny System Osłony Kraju, ISOK – projekt mający na celu utworzenie systemu poprawiającego osłonę gospodarki, środowiska i społeczeństwa przed nadzwyczajnymi zagrożeniami, w szczególności przed powodzią, a także udostępnienia danych z katastru wodnego. W ramach projektu określono obszary gdzie występuje zagrożenie dla życia i mienia, co docelowo ma prowadzić do ograniczania ekspansji gospodarczej na tych obszarach. Efektem końcowym ma być również elektroniczna platforma informatyczna wraz z niezbędnymi rejestrami referencyjnymi, która ma  stanowić ważne narzędzie do zarządzania kryzysowego.
Jednym z powodów podjęcia działań zwiększających bezpieczeństwo Polski w kontekście powodzi, jest Dyrektywa 2007/60/WE Parlamentu Europejskiego i Rady z dn. 23 października 2007 r. w sprawie oceny ryzyka powodziowego i zarządzania nim, potocznie zwana Dyrektywą Powodziową. Weszła ona w życie 26 listopada 2007 r. i nałożyła na Państwa Członkowskie obowiązek przygotowania dokumentów planistycznych w zakresie zarządzania ryzykiem powodziowym oraz zapewnienia społeczeństwu do nich dostępu. 
Realizacja Projektu stanowi również istotny postęp we wdrażaniu Dyrektywy INSPIRE ustanawiającej jednolitą infrastrukturę informacji przestrzennej i dostęp do niej.

## Cel
Celem głównym projektu jest zwiększenie jakości osłony kraju przed nadzwyczajnymi zagrożeniami, w szczególności przed powodzią. 
Cel główny projektu ma być realizowany poprzez realizacje celów szczegółowych: inwentaryzacja dostępnych zasobów danych; zaprojektowanie rozwiązania systemowego; budowa baz danych oraz map ryzyka i zagrożeń; budowa i wdrożenie systemu; zwiększenie świadomości społeczeństwa w zakresie zagrożeń i sytuacji kryzysowych.

## Finansowanie
Projekt jest realizowany od 2010 roku w ramach 7. osi priorytetowej „Społeczeństwo informacyjne - budowa elektronicznej administracji” Programu Operacyjnego Innowacyjna Gospodarka 2007 - 2013 finansowanego z funduszy Unii Europejskiej. W 2014 r. Komisja Europejska przyznała dodatkowe fundusze w ramach priorytetu "Społeczeństwo informacyjne – budowa elektronicznej administracji" w polskim programie regionalnym „Innowacyjna Gospodarka”. W mniejszym stopniu projekt jest współfinansowany z budżetu państwa oraz ze środków Narodowego Funduszu Ochrony Środowiska i Gospodarki Wodnej.

## Instytucje realizujące
Projekt jest realizowany przez konsorcjum instytucji rządowych i naukowych: 
- Krajowy Zarząd Gospodarki Wodnej – który pełni rolę Lidera Konsorcjum
- Instytut Meteorologii i Gospodarki Wodnej – Państwowy Instytut Badawczy
- Główny Urząd Geodezji i Kartografii
- Instytut Łączności – Państwowy Instytut Badawczy
- Rządowe Centrum Bezpieczeństwa

## System informatyczny ISOK
System ISOK wyposażony będzie w Portale służące do zaawansowanej prezentacji informacji i map wytworzonych w systemie, a także pochodzących ze źródeł zewnętrznych. Ma on służyć przede wszystkim jednostkom administracji i instytucjom odpowiedzialnym na wszystkich szczeblach za zarządzanie kryzysowe, niemniej w dużym zakresie będzie prezentował dane wszystkim zainteresowanym osobom i instytucjom.
Istotną cechą systemu będzie udostępnianie usług sieciowych w architekturze SOA (Service Oriented Architecture) oraz usług zgodnych z dyrektywą INSPIRE.
System ISOK będzie elementem Krajowej Infrastruktury Informacji Przestrzennej i powiązany będzie z innymi systemami Instytutu Meteorologii i Gospodarki Wodnej, Głównego Urzędu Geodezji i Kartografii, Regionalnych i Krajowego Zarządu Gospodarki Wodnej i Ministerstwa Administracji i Cyfryzacji.

## Produkty

### Raport z identyfikacji krajowych systemów informacyjnych
Zawiera katalog zbiorów danych i systemów informatycznych, a także realizowanych projektów dotyczących zagrożeń, bezpieczeństwa i zarządzania kryzysowego, które są w dyspozycji różnych instytucji i podmiotów, i będących w obszarze zainteresowania ISOK. 
(Realizacja produktu zakończona)

### Wstępna ocenaryzykapowodziowego
Raport WORP wykonano według specjalnej metodyki w celu identyfikacji rzek stwarzających największe zagrożenie, przez to kwalifikujących się do wykonania kosztownych i pracochłonnych map zagrożenia powodziowego. 
(Realizacja produktu zakończona)

### GeoreferencyjnaBaza DanychObiektów Topograficznych
Spójna, oparta na jednolitym modelu danych, referencyjna baza danych o szczegółowości odpowiadającej mapie topograficznej w skali 1:10000. W ramach Projektu GUGiK pozyskał (wykorzystując w stopniu maksymalnym dostępne dane źródłowe), przeanalizował, zaktualizował i przetworzył dane przestrzenne obejmujące:
- sieci dróg i kolei,
- sieci cieków,
- sieci uzbrojenia terenu,
- budowle i urządzenia,
- kompleksy pokrycia terenu,
- kompleksy użytkowania terenu,
- inne obiekty przestrzenne.

Dane GBDOT będą mają być dostępne w Centralnym oraz w Wojewódzkich Ośrodkach Dokumentacji Geodezyjnej i Kartograficznej oraz poprzez  portal www.geoportal.gov.pl i lokalne systemy informacji przestrzennej.
(Realizacja produktu zakończona)

### Mapa Podziału Hydrograficznego Polskiw skali 1:10 000
MPHP prezentuje sieć hydrograficzną, na którą składają się cieki naturalne i sztuczne, jeziora, sztuczne zbiorniki wodne istotne dla gospodarki wodnej oraz kształtowania stosunków wodnych, dające się precyzyjnie przedstawić w docelowej skali opracowania, a także granice zlewni wszystkich przedstawionych obiektów. Mapa zapisana jest w postaci wektorowych warstw tematycznych wraz z relacyjną bazą danych.
(Realizacja produktu zakończona)

### System zarządzania NMT
SZNMT jest jednym systemów funkcjonujących w GUGiK w ramach wspólnej architektury informatycznej, zbudowanej w oparciu o standardy SOA (Service Oriented Architecture). Wszystkie dane w SZNMT stanowią Państwowy Zasób Geodezyjny i Kartograficzny (pzgik). System służy do zarządzania danymi przestrzennymi zarówno pozyskanymi w projekcie ISOK (NMT, NMPT, Ortofotomapa) jak i produktami fotogrametrycznymi i NMT pochodzącymi z innych źródeł. SZNMT ma za zadanie ułatwić i przyśpieszyć pozyskanie danych przez odbiorcę, dostarcza on część danych wykorzystywanych w portalu Geoportal.gov.pl.

### Numeryczny model terenu(NMT) oraz numeryczny model pokrycia terenu (NMPT)
Dane uzyskane metodą lotniczego skaningu laserowego (ALS; 16 bilionów punktów pomiarowych) poddane procesowi klasyfikacji, weryfikacji i uzupełnienia o dane państwowego zasobu geodezyjnego i kartograficznego posłużyły do wygenerowania: numerycznego modelu terenu (klasy grunt i  woda) oraz numerycznego modelu pokrycia terenu (klasy: grunt, budynki, roślinność, woda).

### Cyfrowa ortofotomapa
Ortofotomapa została wykonana dla obszaru około 15 000 km². Obejmuje ona wszystkie miasta wojewódzkie i obszary metropolitalne, a także obszary zurbanizowane, szczególnie narażone na wystąpienie nadzwyczajnych zagrożeń oraz dla których wystąpienie zagrożenia pociąga za sobą największe skutki dla mieszkańców i gospodarki.

### Mapy zagrożenia powodziowego i mapy ryzyka powodziowego
Map zagrożenia powodziowego (MZP) i mapy ryzyka powodziowego (MRP), w ramach projektu ISOK, zostały wykonane przez IMGW-PIB dla obszarów narażonych na niebezpieczeństwo powodzi, wskazanych we wstępnej ocenie ryzyka powodziowego (WORP). MZP i MRP wykonano w formie cyfrowej, w szczegółowości map w skali 1:10 000. Dyrektywa Powodziowa nakłada obowiązek ich aktualizacji co 6 lat.
Docelowo mapy zagrożenia powodziowego i mapy ryzyka powodziowego będą udostępnione w środowisku systemu ISOK. Planowany termin oddania systemu do eksploatacji to 31 grudnia 2014 r. Mapy te zostały jednak wstępnie udostępnione już w 2013 r. w formacie pdf na Hydroportalu KZGW.
Przedstawione na mapach zagrożenia powodziowego obszary mają być uwzględniane w koncepcji przestrzennego zagospodarowania kraju; planach zagospodarowania przestrzennego województwa; miejscowych planach zagospodarowania przestrzennego; decyzjach o ustaleniu lokalizacji inwestycji celu publicznego lub decyzjach o warunkach zabudowy.
- Mapy zagrożenia powodziowego przedstawiają obszary zagrożone powodzią o prawdopodobieństwie wystąpienia:

- niskim, wynoszącym 0,2%, (czyli raz na 500 lat);
- średnim, wynoszącym 1%, (czyli raz na 100 lat);
- wysokim, wynoszącym 10%, (czyli raz na 10 lat).
Przedstawione na mapach obszary zagrożone zalaniem wyznaczono korzystając z matematycznego modelowania hydraulicznego z wykorzystaniem danych z lotniczego skaningu laserowego (dokładność wysokościowa 10 – 15 cm), Numerycznego Modelu Powierzchni Terenu oraz nowych danych hydrologicznych (uwzględniających przepływy maksymalne z powodzi w 2010 r.). Na obszarach zagrożonych powodzią o prawdopodobieństwie 1% i 10%, zgodnie z ustawą Prawo wodne, obowiązuje zakaz zabudowy. Dodatkowo na MZP zaznaczono obszary zagrożone zalaniem przy przepływie o prawdopodobieństwie wystąpienia 1% w przypadku uszkodzenia wału przeciwpowodziowego.
MZP zostały przygotowane w dwóch zestawach tematycznych:
- Mapa zagrożenia powodziowego wraz z głębokością wody;
- Mapa zagrożenia powodziowego wraz z prędkościami przepływu wody i kierunkami przepływu wody. (dla wybranych obszarów)
- Mapy ryzyka powodziowego są pomocne do określenia potencjalnych strat powodziowych poprzez przedstawienie ryzyka dla zdrowia i życia ludzi, środowiska, dziedzictwa kulturowego i działalności gospodarczej. Na MRP naniesiono takie elementy jak:

- szacunkowa liczba ludności zamieszkującej obszar zagrożony;
- budynki mieszkalne oraz obiekty o szczególnym znaczeniu społecznym (tj. szpitale, szkoły, przedszkola, hotele, centra handlowe i inne) z podziałem na miejsca dla których głębokość wody wynosi > 2 m oraz  < 2 m;
- obszary i obiekty zabytkowe;
- obszary chronione tj. ujęcia wód, strefy ochronne ujęć wody, kąpieliska, obszary ochrony przyrody;
- potencjalne ogniska zanieczyszczeń wody, w przypadku wystąpienia powodzi tj. zakłady przemysłowe, oczyszczalnie ścieków, przepompownie ścieków, składowiska odpadów, cmentarze;
- wartości potencjalnych strat dla poszczególnych klas użytkowania terenu, tj. tereny zabudowy mieszkaniowej, tereny przemysłowe, tereny komunikacyjne, lasy, tereny rekreacyjno-wypoczynkowe, użytki rolne, wody.
MRP zostały przygotowane w dwóch zestawach tematycznych:
- negatywne konsekwencje dla ludności oraz wartości potencjalnych strat powodziowych;
- negatywne konsekwencje dla środowiska, dziedzictwa kulturowego i działalności gospodarczej.
(Realizacja produktu zakończona)

### Mapy zagrożeń meteorologicznych
Mają na bieżąco prezentować zagrożenie wybranymi ekstremalnymi warunkami pogodowymi zaprezentowanymi w postaci 8 produktów: Zagrożenia termiczne, Intensywne opady atmosferyczne, Silny wiatr, Mgła, Gołoledź, Burze z gradem, Szadź, Opad śniegu. Każdy produkt ma się składać z trzech komponentów: 
- Mapy historyczne powstałe na podstawie analizy klimatologicznej. Będą one przedstawiać zróżnicowanie przestrzenne prawdopodobieństwa wystąpienia danych zjawisk.
- Mapy operacyjne powstałe na podstawie aktualnych prognoz z modelu ALADIN. Mają przedstawiać prawdopodobieństwo wystąpienia danego zjawiska lub warunków sprzyjających powstawaniu zjawiska w przeciągu następnych 12 - 48 godzin. Prognoza będzie aktualizowana co 12 godzin.
- Materiał uzupełniający składający się m.in. z definicji zjawisk, opisu, wykresów itp.

Mapy zagrożeń meteorologicznych mają być udostępniane z końcem 2014 r. w ramach systemu informatycznego ISOK.

### Mapy innych zagrożeń
Mają prezentować ryzyko potencjalnego zagrożenia: 
- Mapa zagrożenia dla zdrowia i życia ludności z uwagi na warunki meteorologiczne i społeczną wrażliwość na zagrożenia, która operacyjnie (na 12 i 36 godzin) będzie przedstawiać syntetyczny wskaźnik biometeorologiczny.
- Mapa ujęć wód powierzchniowych i podziemnych na obszarach narażonych na niebezpieczeństwo powodzi. Będzie ona operacyjnie przedstawiać takie zagrożenia, jak uniemożliwienie poboru wody z uwagi na zatopienie przez wezbrane wody ujęcia lub urządzeń zaopatrujących w wodę, a także możliwość skażenia wody substancjami powstałymi przy poważnych awariach przemysłowych.
- Mapa zanieczyszczeń powietrza z uwagi na zagrożenia meteorologiczne przedstawiająca ponadnormatywne stężenia pyłów, dwutlenku  siarki, dwutlenku azotu (w chłodnej porze roku), a także ponadnormatywne stężenie ozonu (w ciepłej porze roku).
- Mapa ryzyka poważnej awarii przemysłowej z uwagi na zagrożenia meteorologiczne.
- Mapa ryzyka zakłóceń w sieci elektroenergetycznej z uwagi na zagrożenia meteorologiczne.

### System Informacyjny Gospodarowania Wodami
Portal rejestrowy System Informacyjny Gospodarowania Wodami (SIGW) – aplikacja umożliwiająca pracownikom PGWWP prowadzenie rejestrów zgodnie z Ustawą Prawo wodne. Pozwala na wprowadzanie i odczytywanie danych dotyczących gospodarki wodnej z uruchomionej i zasilonej olbrzymiej bazy danych przestrzennych i opisowych.
Moduł Zarządzania Sprawami (MZS) – służący do wsparcia realizacji procesów biznesowych w organizacji poprzez przydzielanie zadań związanych z prowadzonymi sprawami dla określonych użytkowników i grup użytkowników. Moduł „prowadzi” użytkownika po modelowej ścieżce danego procesu biznesowego, umożliwiając jednocześnie elastyczne reagowanie w sytuacjach nietypowych dla standardowego przebiegu procesu.
Elektroniczne Biuro Obsługi klienta eBOK – umożliwia wypełnienie oraz wysłanie wniosków do określonych jednostek organizacyjnych Wód Polskich. Do autoryzacji użytkowników eBOK wykorzystuje narzędzia takie jak Profil Zaufany i Podpis Elektroniczny (kwalifikowany).

## Przewidywani odbiorcy i efekty projektu
Efekty projektu mają być ogólnodostępne. Odbiorcą projektu może być każda osoba z dostępem do Internetu. Odbiorcami instytucjonalnymi przede wszystkim mają być regionalne zarządy gospodarki wodnej, jednostki samorządu odpowiedzialne za planowanie przestrzenne, a także instytucje odpowiedzialne za przygotowanie do sytuacji kryzysowych oraz reagowanie w przypadku ich wystąpienia (centra zarządzanie kryzysowego).
Głównymi efektami projektu będzie lepsze podejmowanie decyzji inwestycyjnych dotyczących obszarów z ryzykiem zalania, a przez to ograniczenie strat spowodowanych występowaniem zagrożeń dla życia i zdrowia ludzi, środowiska i dziedzictwa kulturowego i działalności gospodarczej, a także poprawa funkcjonowania jednostek administracji odpowiedzialnych za zarządzanie kryzysowe i planowanie przestrzenne.

## Hydroportal
Hydroportal to publiczny portal dotyczący szeroko pojętej tematyki wodnej na terenie Polski. Umożliwia przegląd danych dotyczących ryzyka powodziowego, przeciwdziałania suszy, czy prezentujący plany gospodarowania wodami. Zawiera:
- Wstępną ocene ryzyka powodziowego
- Mapy zagrożenia powodziowego (MZP)
- Mapy ryzyka powodziowego (MRP)
- Hydroportal MZP i MRP w formacie pdf
- Plany zarządzania ryzykiem powodziowym
- Plany gospodarowania wodami
- System informacyjny gospodarowania wodami
- Krajowy Program Oczyszczania Ścieków Komunalnych[4]